# Cerro Negro (Santa Catarina)
Cerro Negro es un municipio brasileño del estado de Santa Catarina. Según el censo de 2022, tiene una población de 3 317 habitantes.

## Historia
Los primeros residentes llegaron en 1880 a la localidad, entonces llamada Sao Francisco do Cerro Negro. Fue catalogada distrito de Campo Belo do Sul en 1916. Se emancipó como municipio el 26 de septiembre de 1991.